# Ponthévrard
Ponthévrard je francouzská obec v departementu Yvelines, v regionu Île-de-France. V roce 2007 zde žilo 542 obyvatel. Jihovýchodně od obce začíná dálnice A11, která se zde odděluje od dálnice A10.